# 芒部镇
芒部镇，是中华人民共和国云南省昭通市镇雄县下辖的一个乡镇级行政单位。

## 行政区划
芒部镇下辖以下地区：
芒部村、关口村、庙河村、松林村、三滴水村、茶园村、元孔村、口袋沟村和新地方村。